# الکسی کی کمبل
الکسی کی کمبل (انگلیسی: Alexi Kaye Campbell؛ زادهٔ ۱۹۶۶) فیلم‌نامه‌نویس، نمایشنامه‌نویس و بازیگر اهل یونان است.
از فیلم‌ها یا مجموعه‌های تلویزیونی که وی در آن‌ها نقش داشته‌است، می‌توان به زن طلایی‌پوش و پوآرو اشاره نمود.